# 欧州人権裁判所
欧州人権裁判所（おうしゅうじんけんさいばんしょ、仏: Cour européenne des droits de l'homme）は、1959年にフランスのストラスブールに設置され、1998年11月1日条約改定により常設組織となった人権救済機関である。欧州評議会加盟国を対象とする。
国家間の紛争を処理する国際連合の国際司法裁判所とは異なり、国家対国家だけでなく個人や団体の国家に対する提訴も受け付けるが、この点は欧州連合の欧州司法裁判所と同じである。

## 使命
1950年にローマで調印され、1953年に発効した欧州人権条約の実効を保障するため、加盟国の人権侵害事件に対する判決を下す。加盟国は判決を履行する義務がある。

## 裁判官
加盟国から各1人の裁判官が任命され、2022年現在47名の裁判官が在籍しており、任期は9年（定年は70歳）である。2022年11月1日から現在まで、長官はアイルランド国籍のシーフラ・オリアリー裁判官が務めている。裁判官は出身国の代表ではなく、独立した個人としての判断が求められる。
人権裁判所は4部に分かれており、それぞれ統括裁判官が置かれている。提訴があった場合、3人の裁判官で構成される委員会が事件の選別作業をおこない、受理された事件については小法廷（裁判官7人）で審理され、重大な事件についてはさらに大法廷（裁判官17人）に持ち込まれる。

## 原告と被告
1. 被告適格：欧州評議会加盟国のみ。つまり加盟国の公権力の行使による人権侵害事件のみが対象となる。
2. 原告適格：①個人、②個人のグループ、③団体、④国家が提訴できる。
本人訴訟も可能だが、訴訟代理人として弁護士をつけるのが望ましいとされる（弁護士強制主義は採用されていない）。

## 提訴の条件
個人やNPOも加盟国の人権侵害を訴えることができるが、当該国ですべての法的手段を尽くしていることが求められる。つまり、当該国の最終審でも救済されなかった事件のみを扱う。最初から当該国裁判所を無視して人権裁判所に提訴することはできない。裁判所の公用語は英仏語のみであるが、訴状は加盟国の言語であれば受理される。

## 欧州社会に対する影響
欧州人権裁判所は人権問題に関する限り、フランスの破毀院やドイツの連邦憲法裁判所といった、日本で言えば最高裁判所の判決さえ覆すことのできる国際裁判所であり、その判決が欧州加盟各国に与えた影響は甚大なものがある。例えば、イギリス情報機関がアイルランド共和軍 (IRA)のテロ実行者と目された人物を発見現場で即座に射殺した事件については、遺族が裁判もなしに処刑を実行するのは違法であるとして英国政府を提訴した。これに対し、ストラスブールの欧州人権裁判所は、英国政府の人権侵害を認定し、遺族に賠償金の支払いを命じた。